# Departament de Salut i Assistència Social (Regne Unit)
El Departament de Salut i Assistència Social (en anglès Department of Health and Social Care o DHSC) és el departament governamental del Regne Unit responsable de la política governamental en matèria de salut i assistència social per a adults a Anglaterra, juntament amb alguns elements de les mateixes qüestions que no es transfereixen al govern escocès, al govern gal·lès o a l'executiu d'Irlanda del Nord. Supervisa el Servei Nacional de Salut (NHS) anglès. El departament està dirigit pel Secretari d'Estat de Salut i Assistència Social, amb tres Ministres d'Estat i tres subsecretaris parlamentaris d'Estat.
El departament desenvolupa polítiques i directrius per millorar la qualitat assistencial i complir les expectatives dels pacients. Realitza part de la seva tasca a través d'alguns òrgans (ALB), incloent organismes públics executius no departamentals com NHS England i NHS Digital, i agències executives com la Public Health England i la Medicines and Healthcare products Regulatory Agency (MHRA).